# فهد موفی
فهد موفی (انگلیسی: Fahd Moufi؛ زادهٔ ۵ مهٔ ۱۹۹۶) بازیکن فوتبال اهل مراکش است.
از باشگاه‌هایی که در آن بازی کرده‌است می‌توان به باشگاه فوتبال توندلا، باشگاه فوتبال المپیک لیون، و باشگاه فوتبال سدان اشاره کرد.
وی همچنین در تیم‌های ملی فوتبال زیر ۱۷ سال مراکش، زیر ۲۰ سال مراکش، و زیر ۲۳ سال مراکش بازی کرده‌است.